# Agerola
Agerola és un municipi italià, situat a la regió de Campània, dins la Ciutat metropolitana de Nàpols. Està situat a uns 35 km al sud-est de Nàpols. Forma part de la Costa Amalfitana.
Segons cens de 2021 te una població de 7.770 habitants en una superfície de 19,93 km².

## Geografia
El municipi d'Agerola conté les frazioni (subdivisions, principalment pobles i llogarets) de Bomerano, Campora, Pianillo (seu comunal), Ponte, San Lazzaro i Santa Maria.
Agerola limita amb els municipis de Furore, Gragnano, Pimonte, Positano, Praiano i Scala.

## Ciutats agermanades
- San Salvatore Monferrato, Itàlia, des de 2011